# Gylippus syriacus
Gylippus syriacus es una especie de arácnido  del orden Solifugae de la familia Gylippidae.

## Distribución geográfica
Se encuentra en el este de Asia.